# 遇水易燃
遇水易燃（又稱遇水致燃、遇湿易燃，有時稱為「遇水放出易燃气体的物质」），是一種化學危害，一般指某種物質能與水發生危險的化學反應。

## 定義
綜合不同學術機構，如化學工程師學會、阿拉巴馬大學伯明翰分校、国际法规委员会（International Code Council）、艾奥瓦大学、昆士蘭大學的定義，「遇水易燃」的定義為：
- 與水或濕氣[a][b]輕易迅速地[a]發生化學反應；而
- 該化學反應是具爆炸性的[b][c]或劇烈的[b][c]；或
- 該化學反應的產物是易燃[c][d][e]、有毒[c][d][e]或具有其他化學危害[c]的氣體[c][d][e]；或
- 該化學反應產生大量的熱[d]，足以導致易燃物燃燒或自燃[c]；或
- 該化學反應能導致其他危險的狀況[e]。

## 分級

### 國際法規委員會
| 分級   | 標準 |
| ------ | --- |
| 第三級 | 不需要熱或其他特定條件，便能與水發生爆炸性的化學反應 |
| 第二級 | 一旦暴露在水或濕氣中，便能： - 與水發生劇烈的化學反應；或 - 致使水沸騰；或 - 與水生成易燃、有毒或具有其他化學危害的氣體；或 - 產生大量的熱，足以導致易燃物燃燒或自燃 |
| 第一級 | 能與水發生化學反應，釋放一些能量，但不劇烈 |

### 全球化学品统一分类和标签制度
《中华人民共和国公共安全行业标准》中的规定與此規定相同。
| 分級  | 標準                                                                                              |
| ----- | ------------------------------------------------------------------------------------------------- |
| I級   | 與水發生化學反應，生成自燃或遇水反应的气体，释放气体的最大速率大於或等於10 L kg-1 min-1           |
| II級  | 與水發生化學反應，不满足I级遇水释放易燃气体的条件，释放气体的最大速率大於或等於20 L kg-1 h-1      |
| III級 | 與水發生化學反應，不满足I级和II级遇水释放易燃气体的条件，释放气体的最大速率大於或等於1 L kg-1 h-1 |

### 一些中國大陸學術機構
此分級標準可見於云南大学化学科学与工程学院等的一些中國大陸學術機構。
| 分級 | 標準                                                                             |
| ---- | -------------------------------------------------------------------------------- |
| 一級 | 與水發生劇烈的化學反應，容易引起自燃或爆炸，危险性甚大                           |
| 二級 | 與水或酸發生速度较為平和的化學反應，能夠引起燃烧或爆炸，而不常引起自燃或自发爆炸 |
| 其它 | 與水發生放出大量热的反應，導致附近的有机物、可燃物起火                           |

## 安全措施

### 危險標示

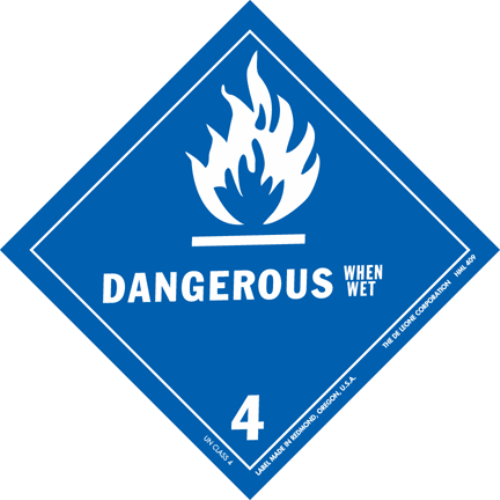
遇水易燃物在危險品標貼規定（Hazchem）中的危險性標示

美國消防協會制訂的NFPA 704（材料危害性應急標識系統）以「₩」符號（英文字母「W」加上雙刪除線）來標示與水有異常反應的化學品，符號置於白色区域，用以提醒操作人員在撲滅火種或處理濺出化學品時謹慎用水。
在危險品標貼規定中，藍底白字菱形或藍底黑字菱形用以標示與水生成易燃氣體的固體化學品。
歐盟的《危險物質指令》定義了一系列用以標示危險品的警示性質標準詞，當中R14、R15、R29分別用來標示遇水反應劇烈、遇水釋放極易燃氣體、遇水釋放有毒氣體的化學品。

### 貯存和使用
遇水易燃物應該貯存在陰涼乾爽的地方，注意防水、防潮，且避免靠近火种。貯存遇水易燃固體或液體的房間要使用防水物料來建設，地板要採用液密物料，也不宜設置自動灑水系統以外的水源；如果在設有自動灑水系統的房間，危險度高的遇水易燃物必須貯存在緊密水密容器內。危險性較高（國際法規委員會第二級或第三級）的遇水易燃固體或液體不應貯存在地下室。如果要室外貯存的話，遇水易燃物需放在容器裡。此外，遇水易燃物不應與其它类型的危险品（例如易燃物）或灭火方法不同的化學品一同貯存。貯存遇水易燃物的份量應最小化。
處理遇水易燃物的實驗人員要穿上實驗袍、不露趾鞋、長袖衣物，不可穿短褲；如果遇水易燃物有相當大機會接觸皮膚的話，實驗人員宜穿上額外防護衣物。使用遇水易燃物時要戴上防護手套（例如丁腈橡膠實驗手套），或者使用镊子，不應直接用手。
不少遇水易燃物在與水反應時會生成易燃的氫氣，因此可以在通風櫃內使用遇水易燃物，從而避免易燃氣體積聚。

### 應急處理
如果遇水易燃物引起火災，處理人員可使用乾粉滅火器或多種乾燥粉末來扑救，不應使用水、潮湿物件、酸碱灭火器、泡沫滅火劑來灭火。D類滅火器用作處理遇水易燃物引起的小火種。
如果遇水易燃物濺出的話，可使用專門的惰性清理物料，但實驗人員不應試圖自行處理大量濺出的遇水易燃物。

## 遇水易燃物舉例
遇水易燃物包括：
- 有機物：一些酸酐、一些有機醯鹵、格氏試劑
- 金屬：碱金属
- 有機金屬化合物：一些烷基金屬、氫化鋁鋰、碱金属酰胺（英语：Metal amides）
- 無機金屬化合物：碱金属氫化物、一些無水金属卤化物、碳化鈣
- 無機非金屬化合物：一些非金屬卤化物、一些無機醯鹵

## 金属的反应性序列
| 反应性顺序       | 金属    | 与水或蒸汽的反应                   |
| ---------------- | ------- | ---------------------------------- |
| 最具反应性       | 钾 (K ) | 与冷水反应十分剧烈                 |
| 仅次于最强反应性 | 钠 (Na) | 与冷水剧烈反应                     |
| 较强反应性       | 钙 (Ca) | 与冷水的反应并没有那么剧烈         |
| 反应性最弱       | 镁 (Mg) | 与冷水反应较慢，与热水反应较为剧烈 |

- 如果金属与冷水发生反应， 则会产生氢氧化物。
- 如果金属与蒸汽发生反应， 则会形成氧化物。

当金属与冷水或蒸汽反应时总会产生氢气。